# Milimét thủy ngân
Milimét thủy ngân là một đơn vị đo áp suất, trước đây được định nghĩa là áp suất chính xác được tạo ra bởi một cột thủy ngân cao một  milimet và hiện được xác định là chính xác 133,322387415 pascal. Nó được ký hiệu là mmHg hoặc mm Hg.
Mặc dù không phải là một đơn vị SI, milimet thủy ngân vẫn được sử dụng thường xuyên trong y học, khí tượng, hàng không và nhiều lĩnh vực khoa học khác.
Một milimet thủy ngân bằng khoảng 1 Torr, đó là 1/760 của áp suất khí quyển tiêu chuẩn (101325/760 ≈ 133322368421053 pascal). Mặc dù hai đơn vị không bằng nhau, sự khác biệt tương đối (dưới 0.000015%) là không đáng kể cho hầu hết các sử dụng thực tế.

## Lịch sử và định nghĩa
Áp kế thủy ngân là đồng hồ đo áp suất chính xác đầu tiên; ngày nay chúng ít được sử dụng do độc tính của thủy ngân, độ nhạy của cột thủy ngân với nhiệt độ và trọng lực cục bộ và sự tiện lợi hơn của các thiết bị khác. Họ đã hiển thị chênh lệch áp suất giữa hai chất lỏng là chênh lệch dọc giữa các mức thủy ngân trong hai hồ chứa được kết nối.
Việc đọc cột thủy ngân thực tế có thể được chuyển đổi thành các đơn vị áp suất cơ bản hơn bằng cách nhân chênh lệch độ cao giữa hai mức thủy ngân với mật độ thủy ngân và gia tốc trọng trường cục bộ. Do mật độ thủy ngân phụ thuộc vào nhiệt độ và trọng lực bề mặt, cả hai đều thay đổi theo điều kiện môi trường, các giá trị tiêu chuẩn cụ thể cho hai thông số này đã được áp dụng. Điều này dẫn đến việc xác định "milimet thủy ngân" khi áp suất tác động ở đáy cột thủy ngân cao 1 milimet với mật độ chính xác là 13595.1 kg/m³ khi gia tốc do trọng lực chính xác là 9.80665 m/s2.
Mật độ 13595.1 kg/m³ được chọn cho định nghĩa này là mật độ xấp xỉ của thủy ngân ở 0 °C (32 °F) và 9.80665m/s2 là gia tốc trọng lực tiêu chuẩn. Việc sử dụng cột thủy ngân thực tế để đo áp suất thường đòi hỏi phải điều chỉnh mật độ thủy ngân ở nhiệt độ thực và sự thay đổi trọng lực đôi khi được gắn với vị trí, và có thể được điều chỉnh thêm để tính đến mật độ của không khí, nước hoặc chất lỏng khác.

## Liên quan đến torr
Độ chính xác của đầu dò hiện đại thường không đủ để cho thấy sự khác biệt giữa torr và milimét thủy ngân. Torr it hơn khoảng một phần bảy triệu hoặc 0.000015%.

## Sử dụng trong y học và sinh lý
Trong y học, áp lực vẫn thường được đo bằng milimét thủy ngân. Các phép đo này nói chung được đưa ra liên quan đến áp suất khí quyển hiện tại: ví dụ: huyết áp là 120 mmHg, khi áp suất khí quyển hiện tại là 760 mmHg, có nghĩa là 880 mmHg so với chân không lí tưởng.
Đo áp suất thường quy trong y học bao gồm:
- Huyết áp, được đo bằng máy đo huyết áp
- Áp lực nội nhãn, với một tonometer
- Áp lực dịch não tủy
- Áp lực nội sọ
- Áp lực tiêm bắp (hội chứng khoang)
- Áp suất tĩnh mạch trung tâm
- Đặt ống thông động mạch phổi
- Thông khí cơ khí

Trong các đơn vị đo sinh lý được sử dụng để đo lực Starling. 
|        | Pascal           | Bar                     | Atmosphere kĩ thuật | Atmosphere          | Torr            | Pound trên inch vuông |
| (Pa)   | (bar)            | (at)                    | (atm)               | (Torr)              | (psi)           |                       |
| ------ | ---------------- | ----------------------- | ------------------- | ------------------- | --------------- | --------------------- |
| 1 Pa   | ≡ 1 N/m²         | 10−5                    | 1.0197×10−5         | 9.8692×10−6         | 7.5006×10−3     | 0.000 145 037 737 730 |
| 1 bar  | 105              | ≡ 100 kPa ≡ 106 dyn/cm² | 1.0197              | 0.98692             | 750.06          | 14.503 773 773 022    |
| 1 at   | 98066.5          | 0.980665                | ≡ 1 kgf/cm²         | 0.967 841 105 354 1 | 735.559 240 1   | 14.223 343 307 120 3  |
| 1 atm  | 101325           | 1.01325                 | 1.0332              | 1                   | 760             | 14.695 948 775 514 2  |
| 1 Torr | 133.322 368 421  | 0.001 333 224           | 0.001 359 51        | 1/760 ≈ 0001315789  | 1 Torr ≈ 1 mmHg | 0.019 336 775         |
| 1 psi  | 6894.757 293 168 | 0.068 947 573           | 0.070 306 958       | 0.068 045 964       | 51.714 932 572  | ≡ 1 lbf/in2           |